# Héctor Terán Terán
Héctor Terán Terán (Moctezuma, Sonora, 3 de abril de 1931 - Mexicali, Baja California, 4 de octubre de 1998) fue un político mexicano, miembro del Partido Acción Nacional, que fue gobernador del estado de Baja California.
Fue licenciado en Administración de Empresas egresado del Centro de Enseñanza Técnica y Superior (CETYS), fue un destacado líder de su partido en el estado de Baja California. Fue en tres ocasiones candidato a Gobernador, en 1977 en que se enfrento a los candidatos del PRI Hermenegildo Cuenca Díaz y a la muerte de éste, Roberto de la Madrid Romandía,  y en 1983 cuando perdió frente a Xicoténcatl Leyva Mortera, finalmente en 1995 obtuvo el triunfo convirtiéndose en el segundo gobernador panista consecutivo de Baja California.
En 1982 fue precandidato a la presidencia de México por el PAN pero perdió la nominación ante Pablo Emilio Madero.
Además fue diputado al Congreso de Baja California de 1980 a 1983, diputado federal a la LIII Legislatura de 1985 a 1988 y en 1989 el primer gobernador panista, Ernesto Ruffo Appel lo designó como su secretario General de Gobierno, permaneció en este cargo hasta 1991 en que es postulado al Senado, triunfando y convirtiéndose en el primer Senador panista de la historia. Pidió licencia al Senado para ser candidato a Gobernador de Baja California y ganó en las Elecciones de 1995 y asumió el cargo el 1 de noviembre de ese mismo año.
Falleció de un infarto al miocardio el 4 de octubre de 1998 en ejercicio de su cargo.